# Michał Wedelstedt
Michał Wedelstedt (ur. 1757, zm. 1828) – generał major wojsk koronnych. Litwin z pochodzenia.
Od wczesnej młodości służył w wojsku pruskim. Od 1789 w Wojsku Polskim w stopniu rotmistrza m.in. adiutant księcia Ludwika Wirtemberga.
W wojnie z Rosją 1792 major. Odznaczył się w bitwie pod Dubienką. Był dowódcą podczas chwalebnej bitwy pod Zelwą, uważanej za najchwalebniejszy epizod tej wojny. Odznaczony Krzyżem Kawalerskim Orderu Virtuti Militari. Po zwycięstwie targowiczan wziął dymisję.
Wrócił do służby po wybuchu insurekcji kościuszkowskiej. Uczestnik powstania kościuszkowskiego. Dowódca jazdy w Korpusie gen. J. Zajączka. 3 czerwca 1794 roku stoczył z dywizją rosyjską gen. Zagriażskiego bitwę pod Dubienką. Poróżnił się z Zajączkiem na temat nieudolnego dowodzenia w bitwie pod Chełmem i przyprowadził swój oddział do Warszawy. Za wkład w jej obronę awansowany przez Tadeusza Kościuszkę do stopnia generała, wspólnie z gen. F. Haumanem dowódca dywizji i wyznaczony na dowódcę dywizji działającej w Lubelskiem.
Wziął później dymisję i wyjechał do zaboru pruskiego, aby bronić przed konfiskatą swoich posiadłości.
Po upadku powstania dał się wciągnąć w działalność konspiracyjną Centralizacji Lwowskiej. Był jej delegatem na Wołyń. Zorientowawszy się o utopijności przygotowywania przez organizacje powstania wycofał się z działalności i powrócił do swoich dóbr.